# Wolfgang Krumbein (Politikwissenschaftler)
Wolfgang Walter Eduard Krumbein (* 1948) ist ein deutscher Politikwissenschaftler.

## Leben
Von 1969 bis 1974 studierte er Sozialwissenschaften in Göttingen. Nach der Promotion 1977 zum Dr. disc. pol. und der Habilitation 1989 (Venia legendi für Politikwissenschaften) wurde er 1994 außerplanmäßiger Professor. Seit 1992 war er wissenschaftlicher Direktor des Instituts für Regionalforschung e. V. an der Universität Göttingen. SPD-Mitglied, stellvertretender Bundesvorsitzender der Jungsozialisten in der SPD. Repräsentant der Juso-Gruppierung „Marxistische Sozialdemokraten“ um die Zeitschrift „Sozialist“.
Seine Forschungsschwerpunkte sind Regionalentwicklung, Raum- und Stadttheorie und Innovationspolitik.

## Schriften (Auswahl)
- Wirtschaftssteuerung in Westdeutschland 1945 bis 1949. Organisationsformen und Steuerungsmethoden am Beispiel der Eisen- und Stahlindustrie in der britischen Bi-Zone. Stuttgart 1989, ISBN 3-515-05435-9.
- Südniedersachsen. Kompetenzregion oder Problemregion?. Göttingen 2003, OCLC 53419377.
- (mit Hans-Dieter von Frieling, Uwe Kröcher, Detlev Sträter, Hrsg.): Kritische Regionalwissenschaft. Gesellschaft, Politik, Raum – Theorien und Konzepte im Überblick. Westfälisches Dampfboot, Münster/W. 2008, ISBN 978-3-89691-738-6.
- mit Julian Fricke, Fritz Hellmer und Hauke Oelschlägel: Finanzmarktkapitalismus? Zur Kritik einer gängigen Kriseninterpretation und Zeitdiagnose. Marburg 2014, ISBN 978-3-7316-1056-4.
- Staatsfinanzierung durch Notenbanken! Theoretische Grundlagen, historische Beispiele und aktuelle Konzeptionen einer großen Steuerungschance. Marburg 2018, ISBN 3-7316-1261-5.